# 제테마
제테마(Jetema)는 대한민국의 에스테틱 바이오 기업이다. 본사는 강원특별자치도 원주시 지정면 가곡리 1283-4에 위치해 있으며 대표이사는 김재영이다.

## 사업
안면미용 목적으로 사용되는 히알루론산 필러와 보툴리눔 독소를 활용한 바이오 의약품, 조직 봉합 및 안면 고정 리프팅실 등을 연구개발 및 제조한다

## 소송
서울지방식품의약품안전청을 상대로 제기한 자사 보툴리눔 톡신 제제의 '잠정 제조 중지 명령 등 취소 청구' 소송을 제기 진행중이다.

## 불법판매
약사법 위반 혐의로 제테마 법인과 윤범진 제테마 사장을 피고로 2015년 12월부터 2021년 12월까지 식품의약품안전처(식약처) 국가 출하 승인 없이 수십억원에서 1300억원에 달하는 보톡스를 국내 수출 업체에 판 혐의로 재판이 진행중이다

## 같이 보기
- 휴메딕스
- 보톡스

## 참고문헌
1. ↑  최민석, 제테마, 이화의료아카데미 협업 카데바 워크숍 성료, 메디컬투데이, 2023-12-19
2. ↑  이경선, 제테마 주가 호호호... '3000만불 수출의 탑' 수상 실적호전 지속 '솔솔', 핀포인트뉴스, 2023년 12월 20일
3. ↑  이우진, 제테마 간접수출 소송 행방? 메디톡스·파마리서치에 물어봐, 히트뉴스, 2023년 12월 8일
4. ↑  이정희, 제테마 보톡스 불법 판매 재판, 오는 8월 시작, 뉴스임팩트, 2023년 7월 5일